# Уринотерапія

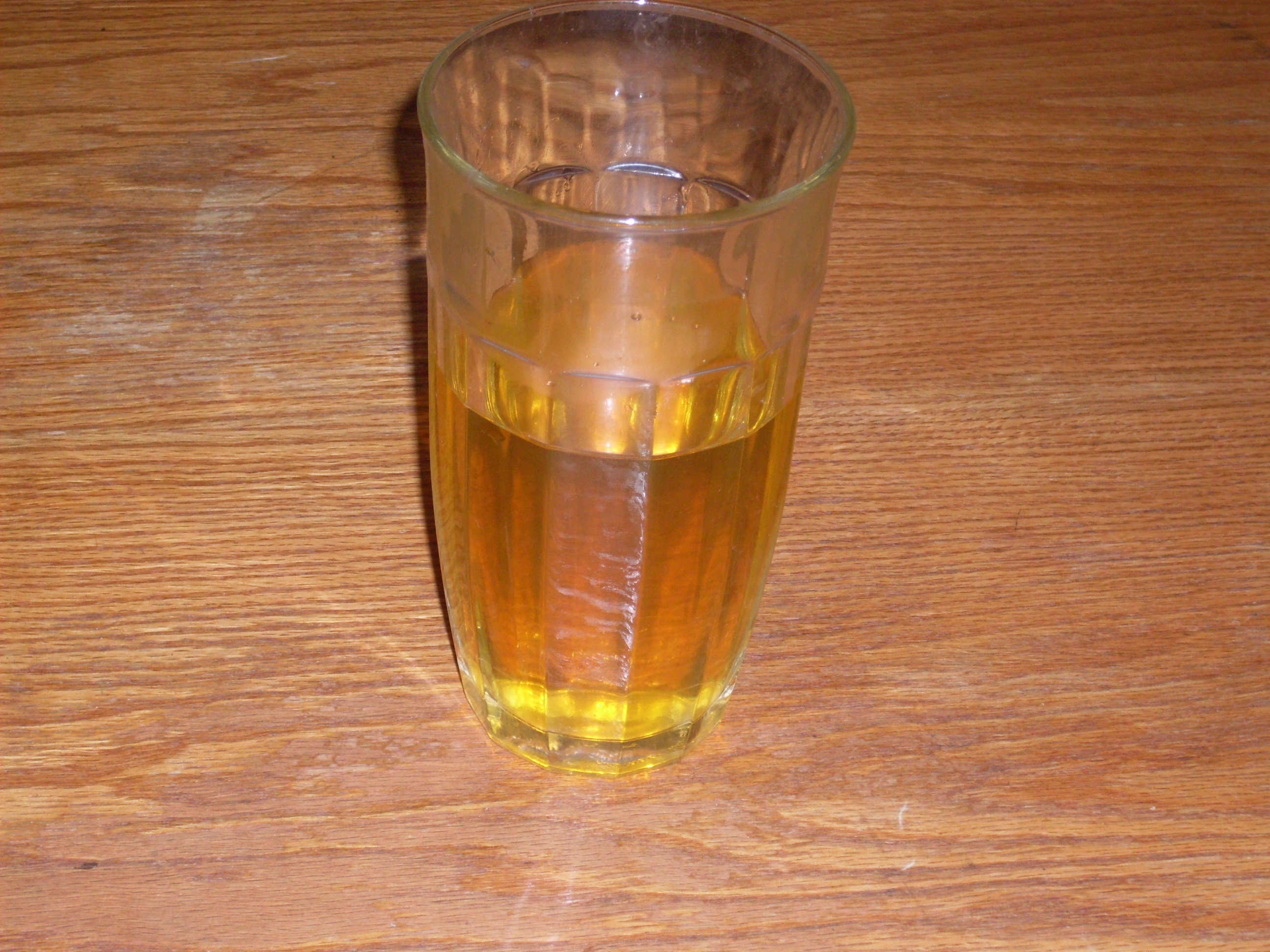
Склянка зі сечею

Уринотерапі́я — внутрішнє або зовнішнє застосування сечі з лікувальною метою. Один з методів альтернативної медицини.
Немає єдиної загальної оцінки її дії на організм. Офіційна медицина не має доказів дієвості уринотерапії. Деякі медики вважають, що при використанні уринотерапії діє радше психологічний фактор, ніж уплив самої урини.
У здоровому організмі за 24 години виробляється від 800 мілілітрів до двох літрів сечі. Тканина нирок, яка виробляє сечу, називається нефрон. Загальна площа нефронів у нирках становить від п'яти до восьми м².

## Колір
Урина здорової людини має різні відтінки жовтого кольору — від блідо-жовтуватого до насиченого червонувато-жовтого. Найчастіше урина буває бурштиново-жовтою. Забарвлення урини залежить від вмісту в ній різних пігментів. Чим їх більше, тим сильніше забарвлення.
За деяких захворювань в урину можуть переходити різні речовини, і тоді вона набуває не властиві їй кольори та відтінки.

## Методики уринотерапії
- Методики використання урини через шкіру
- Методики використання урини через ніс і вуха
- Методики використання урини з допомогою клізм
- Методики використання урини через рот